# 賈師誼
賈師誼（義大利語：Luigi Calza；1879年7月26日—1944年10月22日）是天主教意大利籍主教及聖方濟沙勿略會會士。曾任河南西境宗座監牧區宗座監牧（1906年-1911年）、河南西境宗座代牧區宗座代牧（1911年-1924年）、鄭州宗座代牧區宗座代牧（1924年-1944年）。

## 生平
賈師誼出生於1879年7月26日，在意大利王國帕爾馬省的市鎮貝爾切托。1897年，他在17歲時加入聖方濟沙勿略會。1902年5月22日，賈師誼在22歲時晉鐸，且赴當時的清朝中國傳教。
1882年8月28日，聖座把河南宗座代牧區一分為三，成立河南南境宗座代牧區、河南北境宗座代牧區及河南西境宗座監牧區。1906年6月23日，賈師誼在26歲時獲時任教宗庇護十世任命為河南西境宗座監牧區宗座監牧。
1911年5月2日，聖座將河南西境宗座監牧區升格為河南西境宗座代牧區，且繼續任命賈師誼為首任河南西境宗座代牧及領銜土耳其泰爾梅托教區主教。1912年4月12日，在義大利帕爾馬聖母升天主教座堂晉牧。
1924年12月3日，河南西境宗座代牧區教座遷到鄭州縣，且更名為鄭州宗座代牧區。
賈主教任內分別襄禮晉牧1918年的包海容為河南南陽府宗座代牧、1919年的康道華為陝西南境宗座代牧、1921年的林栋臣為河南北境宗座代牧和1935年的巴友仁為洛陽宗座代牧。
1944年10月22日，賈師誼主教在清朝河南省鄭州去世，享年65歲。